# Rhyacophila simulatrix
Rhyacophila simulatrix là một loài Trichoptera trong họ Rhyacophilidae. Chúng phân bố ở miền Cổ bắc.